# Pablo Alarcón Cares
Pablo Andrés Alarcón Cares (Osorno, 16 de maig del 1988) és un ciclista xilè que competeix en equips amateurs.

## Palmarès
- 2016
  - 1r al Gran Premi de San José
- 2017
  - Vencedor d'una etapa a la Ruta del Centro
- 2018
  - Vencedor d'una etapa a la Ruta del Centro
- 2019
  - Vencedor d'una etapa a la Volta Ciclista a Chiloé
  - Vencedor d'una etapa al Tour de Beauce
  - Vencedor d'una etapa a la Volta a Costa Rica